# AMD Am2900

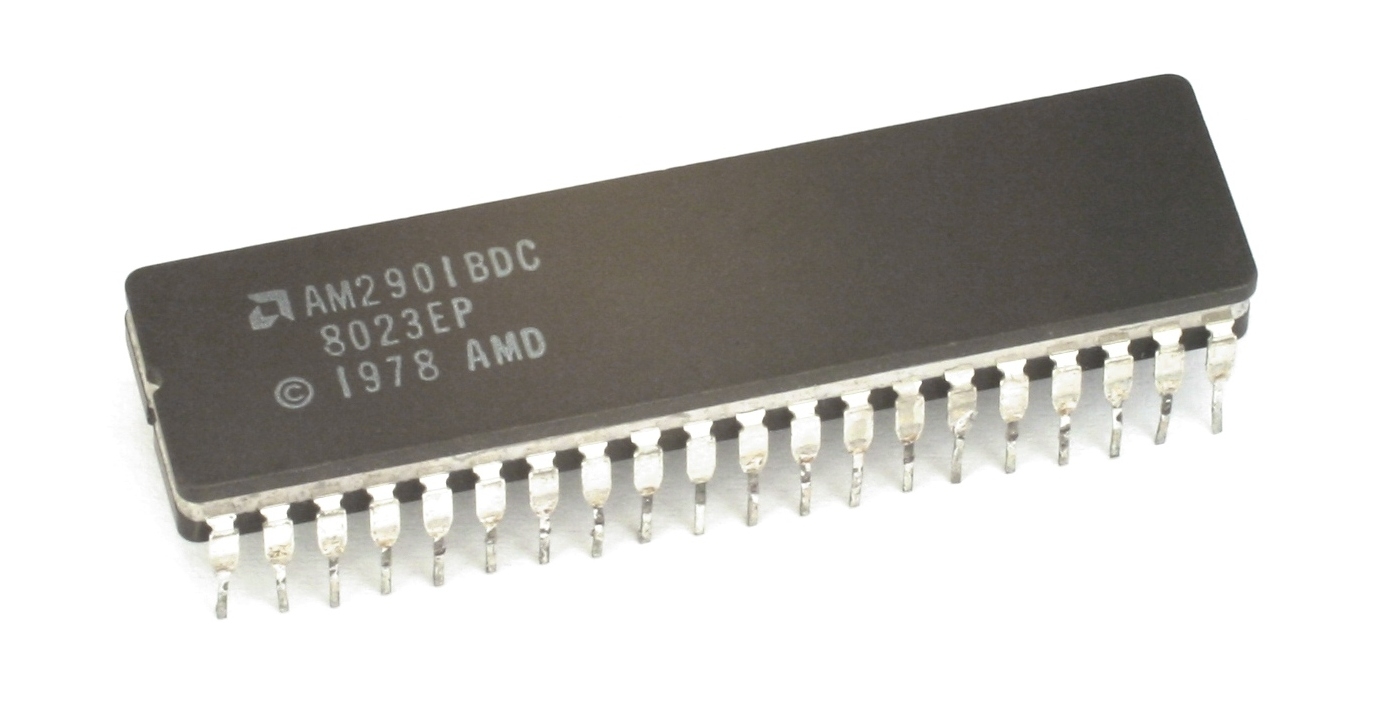
AMD Am2901 - 4-Bit-Slice ALU

A Am2900 é uma família de circuitos integrados (CI) criados em 1975 pela Advanced Micro Devices (AMD). Foram construídos com dispositivos bipolares, numa topologia Bit-slice, sendo desenhados para utilização modular  representando diferentes partes da unidade de controlo do computador (CCU). Usando a técnica bit-slice, a família Am2900 conseguiu implementar a CCU com dados, endereços, e instruções múltiplas de 4-bits através da multiplicação do número de circuitos integrados.
Um dos problemas com essa técnico modular era a necessidade de uma maior quantidade de CIs para implementar o que poderia ser feito num único CI da CPU. O chip Am2901 foi uma ALU, e o core da série. Podia contar utilizando 4 bits e implementar operações binárias e de lógica binária.
O 2901, e também outros chips da família, tiveram sua produção licenciada para um número excepcionalmente alto de outros fabricantes, começando com a Motorola e a Raytheon em 1975, e passando também para a Cypress Semiconductor, National Semiconductor, NEC, Thomson, e a Signetics. Na União Soviética, e depois na Rússia, a família Am2900 foi fabricada com o nome da série 1804. Por exemplo, o Am2901 designado como KR1804VS1 em russo:  КР1804ВС1, e que ainda estava em produção em 2016.